# Calcium-41
Calcium-41 of 41Ca is een onstabiele radioactieve isotoop van calcium, een aardalkalimetaal. Van de isotoop komen er op Aarde sporen voor.
Calcium-41 ontstaat onder meer bij het radioactief verval van scandium-41.

## Radioactief verval
Calcium-41 vervalt door elektronenvangst tot de stabiele isotoop kalium-41:
{\displaystyle {\ce {{^{41}_{20}Ca}+{e^{-}}->{^{41}_{19}K}+{\nu }_{e}}}}
De halveringstijd bedraagt iets meer dan 100.000 jaar.
34Ca · 35Ca · 36Ca · 37Ca · 38Ca · 39Ca · 40Ca · 41Ca · 42Ca · 43Ca · 44Ca · 45Ca · 46Ca · 47Ca · 48Ca · 49Ca · 50Ca · 51Ca · 52Ca · 53Ca · 54Ca · 55Ca · 56Ca · 57Ca · 58Ca · 59Ca · 60Ca